# Entlebucher sennenhond

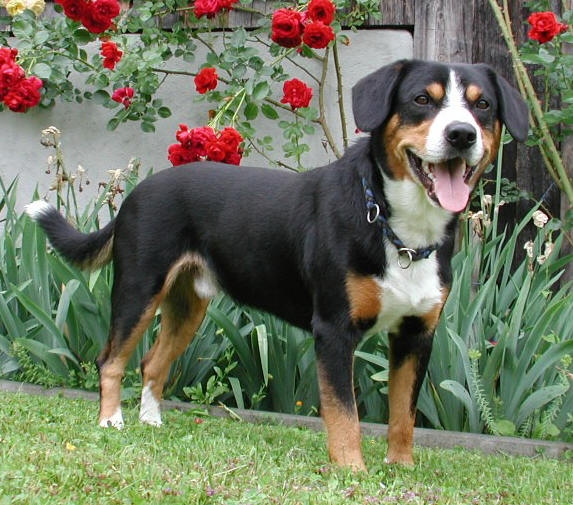
Meer een foto van hoe een entlebucher eruitziet

De Entlebucher sennenhond is een hondenras.

## Uiterlijk
De Entlebucher sennenhond is de kleinste van de vier sennenhonden. Hij bereikt een schofthoogte van 50 cm (reu) en 48 cm (teef), een gewicht van 20 tot 30 kg. De naam stamt van het dorp Entlebuch in Zwitserland waar deze hond oorspronkelijk werd gefokt.
Ongeveer 10% van de Entlebucher sennenhonden komen met een korte staart op de wereld. Deze staart is dus niet gecoupeerd, al denken velen dit wel. De Entlebucher heeft ronde hangoren die niet te groot mogen zijn en hoog op de kop zijn ingeplant. Hij heeft een korte vacht. De hoofdkleur van de vacht is zwart met tankleurige en witte aftekeningen.

## Karakter
Een Entlebucher staat bekend als een levendige en temperamentvolle hond. Tegen bekenden is hij goedmoedig, aanhankelijk en lief, maar naar vreemden  wantrouwend en afwachtend, het is een goede waakhond. De hond is zelfverzekerd, soms zelfs onbevreesd. De Entlebucher is goed trainbaar doordat hij leergierig en intelligent is. 